# همواری
همواری یکی از سه حالت ممکن برای توصیف هندسه فضا-زمان است.
انحنای فضا-زمان یک مفهوم بنیادین در کیهان‌شناسی است. فضای بدون انحنا را فضای مسطح یا فضای اقلیدسی می نامند. اندازه‌گیری‌های کاوشگر WMAP نشان داده است که هندسه کنونی فضا-زمان بسیار نزدیک به سطح هموار می باشد. این بدان مفهوم است که متوسط چگالی انرژی عالم برابر با چگالی بحرانی است.